# Винер-Штадтхалле
«Винер-Штадтхалле» (нем. Wiener Stadthalle) — многоцелевой крытый стадион, расположенный в 15 районе города Вены. Построен по проекту австрийского архитектора Роланда Райнера в период с 1953 по 1958 год. Общая вместимость арены составляет около 16 тысяч зрителей. Принимает более 250 мероприятий в год. Это наиболее популярное место проведения концертов в Австрии и крупнейший крытый стадион в Вене.
«Виннер-Штадтхалле» является дочерней постройкой Wien Holding. Залы A, B и C, а также Stadthallenbad управляются «Венской корпорацией спортивных объектов».
С 1974 года на арене проводится ежегодный теннисный турнир Erste Bank Open, ледовые шоу, конные шоу, цирковые выступления.
6 августа 2014 года Stadthalle был выбран в качестве места для проведения конкурса песни «Евровидение-2015». 19 и 21 мая на арене прошли полуфиналы; финал же состоялся 23 мая 2015 года.

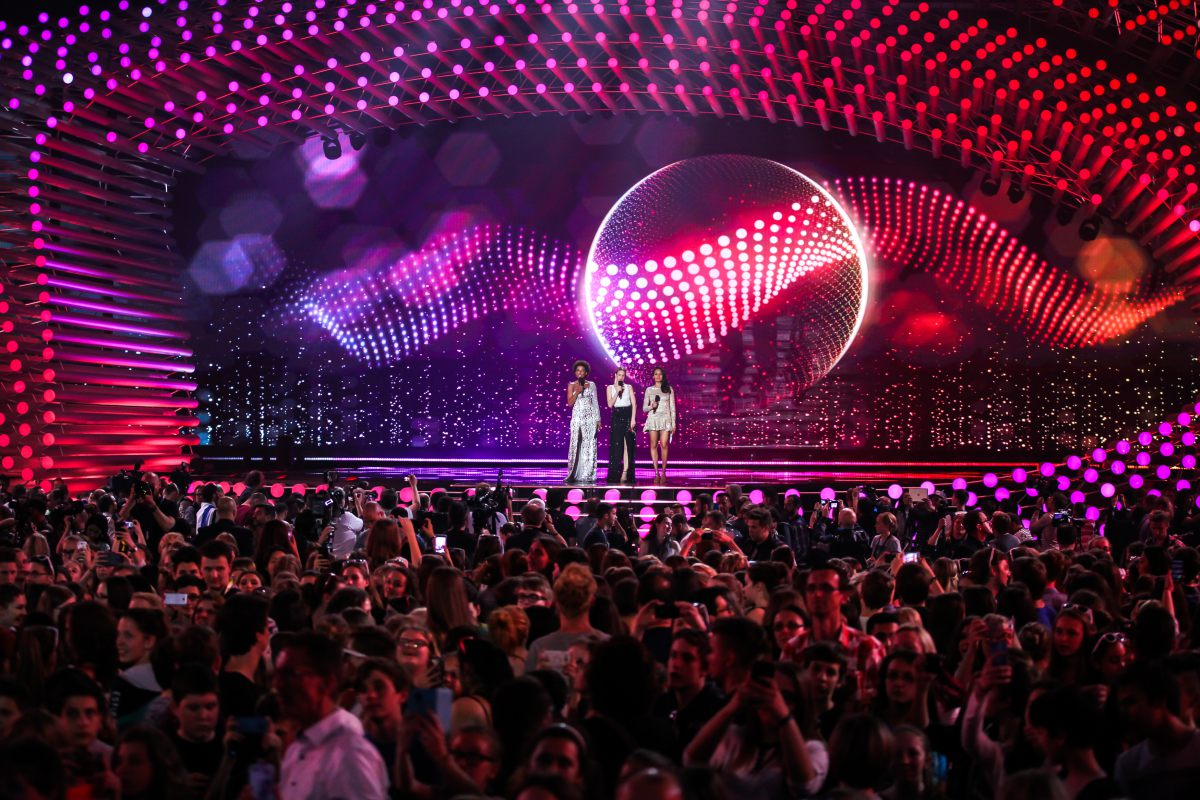
«Евровидение-2015»

## Постройка
Арена состоит из шести смежных залов: A и B (гимназии, построенной в 1957 году, которая также может использоваться для проведения конференций или лекций), C (крытая ледовая Арена), D (большой многофункциональный главный зал, в основном используется для концертов), E (малый универсальный зал для небольших мероприятий) и F (Arena Hall для концертов).
В 1974 году Stadthallenbad построило три открытых бассейна. В 2004 году был построен временный бассейн площадью 1025 м³, а в 2008 году были построены Большой бассейн и дайвинг-башня.